# Scutulopsis
Sinofavus is een monotypisch geslacht van schimmels uit de orde Helotiales. Het bevat alleen Scutulopsis pinacea.